# Liste der Kulturdenkmale in Bauschleiden
In der Liste der Kulturdenkmale in Bauschleiden sind alle Kulturdenkmale der luxemburgischen Gemeinde Bauschleiden aufgeführt (Stand: 15. Juli 2025).

## Kulturdenkmale nach Ortsteil

### Bauschleiden
| Bild                         | Bezeichnung                  | Lage                   | Beschreibung                                           | Stufe | Eingetragen seit |
| ---------------------------- | ---------------------------- | ---------------------- | ------------------------------------------------------ | ----- | ---------------- |
| Orgel der Kirche Sacré Coeur | Orgel der Kirche Sacré Coeur | (Karte)                | 1900 gebaut von den Gebrüdern Müller aus Reifferscheid | PCN   | 7. Dezember 2001 |
|                              | Bauernhof                    | 9, rue Romaine (Karte) |                                                        | PCN   | 31. Oktober 2023 |
| Buche                        | Buche                        | „Hoschtig“ (Karte)     |                                                        | IS    | 20. Juni 1984    |

### Syr
| Bild                         | Bezeichnung                  | Lage                     | Beschreibung | Stufe | Eingetragen seit   |
| ---------------------------- | ---------------------------- | ------------------------ | ------------ | ----- | ------------------ |
| Syrer Mühle („Lannersmühle“) | Syrer Mühle („Lannersmühle“) | 6, rue du Moulin (Karte) |              | PCN   | 18. Mai 2007       |
|                              | Mühlenkanal                  | 6, rue du Moulin (Karte) |              | PCN   | 23. Oktober 2020   |
| Weitere Bilder               | ehemaliger Bauernhof         | 23, rue St-Roch (Karte)  |              | PCN   | 11. Juli 2014      |
|                              | Bauernhof                    | 4, rue du Moulin (Karte) |              | PCN   | 29. September 2021 |

Legende: PCN – Immeubles et objets bénéficiant des effets de classement comme patrimoine culturel national; IS – Immeubles et objets inscrits à l’inventaire supplémentaire

## Quelle
- Liste des immeubles et objets beneficiant d’une protection nationales, Nationales Institut für das gebaute Erbe, Fassung vom 9. Juni 2023, S. 12 f. (PDF)

Bad Mondorf |
Bartringen |
Bauschleiden |
Bech |
Beckerich |
Befort |
Berdorf |
Bettemburg |
Bettendorf |
Betzdorf |
Bissen |
Biwer |
Burscheid |
Bous-Waldbredimus |
Clerf |
Colmar-Berg |
Consdorf |
Contern |
Dalheim |
Diekirch |
Differdingen |
Dippach |
Düdelingen |
Echternach |
Ell |
Ernztalgemeinde |
Erpeldingen an der Sauer |
Esch an der Alzette |
Esch an der Sauer |
Ettelbrück |
Fels |
Feulen |
Fischbach |
Flaxweiler |
Frisingen |
Garnich |
Goesdorf |
Grevenmacher |
Grosbous-Wahl |
Habscht |
Heffingen |
Helperknapp |
Hesperingen |
Junglinster |
Käerjeng |
Kayl |
Kehlen |
Kiischpelt |
Koerich |
Kopstal |
Lenningen |
Leudelingen |
Lintgen |
Lorentzweiler |
Luxemburg |
Mamer |
Manternach |
Mersch |
Mertert |
Mertzig |
Monnerich |
Niederanven |
Nommern |
Parc Hosingen |
Petingen |
Préizerdaul |
Pütscheid |
Rambruch |
Reckingen/Mess |
Redingen/Attert |
Reisdorf |
Remich |
Roeser |
Rosport-Mompach |
Rümelingen |
Saeul |
Sandweiler |
Sassenheim |
Schengen |
Schieren |
Schifflingen |
Schüttringen |
Stadtbredimus |
Stauseegemeinde |
Steinfort |
Steinsel |
Strassen |
Tandel |
Ulflingen |
Useldingen |
Vianden |
Vichten |
Waldbillig |
Walferdingen |
Weiler zum Turm |
Weiswampach |
Wiltz |
Winseler |
Wintger |
Wormeldingen